# Tworylne
Tworylne (w latach 1977–1981 Słoneczna) – nieistniejąca już osada w województwie podkarpackim, w powiecie bieszczadzkim, w gminie Czarna. Leży nad rzeką San.

## Historia
Wieś lokowana na prawie wołoskim w 1456 roku przez ród Kmitów. W XV w. występowała pod nazwami Thworzine lub Stworzona. Z 1526 r. pochodzi informacja o istnieniu we wsi cerkwi. Wieś prawa wołoskiego, położona była w drugiej połowie XV wieku w ziemi sanockiej województwa ruskiego.
W połowie XIX wieku właścicielką Tworylnego z Tworylczykiem była Kornelia Strzelecka. Pod koniec XIX wieku właścicielem Tworylnego z Tworylczykiem był Kazimierz Łęcki (posiadał tam dwór, trzy folwarki oraz dwa młyny). Na początku XX wieku właścicielką była Celina Okołowicz.
W II Rzeczypospolitej wieś w powiecie leskim województwa lwowskiego. W 1921 wieś liczyła 119 gospodarstw z 721 mieszkańcami, z czego 691 grekokatolików oraz 30 wyznania mojżeszowego. Istniał tu również dwór rodziny Łęckich. Po 17 września 1939 roku przez wieś przebiegała granica między Niemcami a ZSRR. Znajdowała się tu niemiecka strażnica graniczna, której pozostałości można oglądać do dzisiaj.
W czwartek 18 stycznia 1945 miał miejsce mord w Tworylnem. Partyzanci UPA uprowadzili najpierw Marię Kucharz i jej dwoje dzieci do lasu, a następnie wszystkich zamordowali. W tym samym dniu banderowcy zamordowali ukraińską rodzinę Gałuszków. Łącznie w latach 1944–1946 nacjonaliści ukraińscy z OUN-UPA zamordowali tutaj 14 Polaków oraz Ukraińców za ukrywanie Polaków. W 1947 w ramach akcji „Wisła” wieś została kompletnie spalona przez oddział Ludowego Wojska Polskiego na oczach wysiedlanej ludności, której kazano spakować cały dobytek i w ciągu godziny opuścić domostwa, a następnie przesiedlono ją w Olsztyńskie.
Dziś po wsi pozostało jedynie szereg śladów dawnej zabudowy oraz cerkwisko po cerkwi św. Mikołaja, zbudowanej w 1876 (podmurówka i ruiny dzwonnicy). Obok krypta grobowa, będąca pozostałością kaplicy dworskiej, zbudowanej w 1893 r. przez Wincentego Łęckiego. Widoczne są również ślady zabudowań dworskich: fundamenty dworu, kamienne filary stodoły i aleja, wysadzana jesionami, lipami i wiązami.